# Avvocati di San Pietro
Gli Avvocati di San Pietro erano un'organizzazione che aveva lo scopo di fornire assistenza legale allo Stato della Chiesa rispetto al Regno d'Italia da poco nato. L'associazione venne istituita nel 1878 e soppressa nel 1909. Ad essa era collegato l'Ordine degli Avvocati di San Pietro.

## Storia
L'ordine venne costituito per la prima volta nel 1877 su ispirazione di Pio IX ma ricevette l'approbatio ufficiale il 5 luglio 1878 da Leone XIII.
L'organizzazione aveva il compito tramite l'operato dei suoi membri di difendere la Chiesa dalle "falsità ad essa attribuite" ed in particolare di difendere i diritti della chiesa stessa di fronte ai tribunali civili dello stato italiano. La società venne costituita nel 1877 in occasione del giubileo d'oro episcopale di Pio IX, e l'avvocato conte Gaetano Agnelli di Malerbi di Roma ne divenne il primo presidente, sotto la protezione del cardinale Lucido Maria Parocchi. I membri ordinari di questa società erano avvocati e giuristi e vi venivano inclusi di diritto tutti gli avvocati ed i giudici operanti nei tribunali della Santa Sede, ma vi potevano essere inclusi a livello onorifico dei membri ecclesiastici o persino laici che si erano distinti in difesa delle ragioni della chiesa cattolica indipendentemente dalle loro conoscenze giuridiche.
L'associazione prese rapidamente piede anche sfruttando il crescente anticlericalismo dello stato italiano di fine Ottocento, e si svilupparono rami della società in molti paesi oltre che in Italia, come l'Inghilterra, l'Austria, la Francia, la Spagna, la Germania, il Canada ed alcuni paesi del Sud America. Tutti questi corpi erano affiliati alla direzione centrale sita a Roma che giunse a registrare 3 000 aderenti nel 1888. Nel 1903, alla morte del cardinale Parocchi, la carica di protettore venne ricoperta dal cardinale Pietro Respighi.
Parallelamente, l'organizzazione divenne particolarmente fiorente in Francia, dove però si distaccò gradualmente dalle originarie funzioni, divenendo piuttosto un'associazione caritatevole che forniva aiuti e cure gratuite ai poveri, grazie all'influenza di personaggi come il magistrato e militare Alphonse Féry d'Esclands, al politico Georges Berry, al medico e filantropo Charles Hacks ed al missionario Félix Biet. Questi costituirono la sede francese dell'organizzazione presso la Chiesa di Saint-Sulpice, che divenne sede anche del periodico dell'associazione, chiamato inizialmente Rosier de Marie e successivamente L'Écho de Rome.

### La decadenza, lo scandalo e la fine

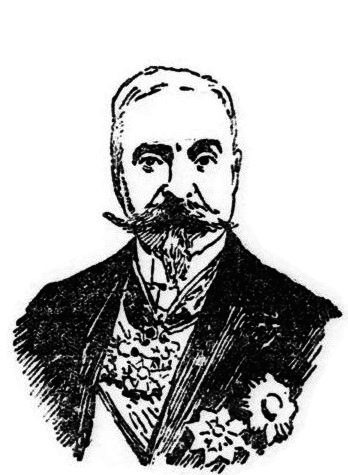
Ritratto di Pierre Lautier de Baudouin apparso in un articolo del Petit Provençal il 1º marzo 1905 a seguito dello scandalo dell'ordine francese degli avvocati di San Pietro

Il presidente della sezione francese degli avvocati di san Pietro, Pierre Lautier de Baudouin, che nel 1893 era stato nominato cameriere di cappa e spada di Sua Santità per essersi distinto in opere caritatevoli, ad un certo punto e di sua iniziativa decise di decretare per gli aderenti al ramo francese dell'associazione la creazione di una decorazione molto simile all'Ordine degli Avvocati di San Pietro che veniva concesso esclusivamente dalla Santa Sede e per questo venne sospettato da più parti di fare traffico illecito di onorificenze. Proprio per questo motivo il cardinale Parocchi aveva sospeso l'invio di tutti i diplomi di ammissione concessi tra il gennaio ed il febbraio del 1896, imponendo anche al ramo francese di tenere un proprio congresso obbligatoriamente a Roma per l'anno 1898.
Lo scandalo scoppiò infine nel 1905 a seguito di una serie di denunce contro l'abate Raynaud-Wolda, cappellano del carcere militare di Marsiglia, il quale venne interrogato e confessò di aver venduto numerose medaglie dell' "ordine" francese e di aver provveduto anche alla concessione di fantasiosi titoli nobiliari ad esso annessi. La sua confessione rivelò la sua complicità in questo con Lautier ed i due uomini vennero arrestati il 19 febbraio di quello stesso anno. Scoperto colpevole anche di appropriazione indebita, Raynaud-Wolda venne condannato a sei mesi di reclusione per frode, mentre Lautier venne accusato della diffusione illegale di un'onorificenza di stato (perché non emesso da uno stato sovrano), e venne condannato solo a quattro mesi con sospensione della pena.
Col tempo l'ordine esaurì de facto le funzioni per le quali era stato concepito sino a divenire obsoleto e, anche a causa dello scandalo recentemente avvenuto nel 1905, Pio X ne ordinò la soppressione col motu proprio Id praeclaro il 26 maggio 1909.